# Rotschwanz-Rabenkakadu
Der Rotschwanz-Rabenkakadu (Calyptorhynchus banksii), auch Banks-Rabenkakadu genannt, ist eine Kakaduart, die zur Fauna Australiens zählt. Die fünf Unterarten, in die die Art üblicherweise aufgeteilt werden, unterscheiden sich vor allem in der Größe ihres Schnabels. Zwei Unterarten, die im Süden Australiens vorkommen, gelten als bedroht.
Ausgewachsen erreichen Rotschwanz-Rabenkakadus eine Körperlänge von 60 Zentimeter. Es besteht ein auffälliger Geschlechtsdimorphismus. Bei den Männchen ist die Grundfarbe des Gefieders schwarz. Auf den äußeren Steuerfedern findet sich jedoch eine breite, leuchtend rote Binde, die sich manchmal noch zusätzlich durch einen schmalen blass orangefarbenen Randbereich auszeichnet. Die Weibchen sind kleiner. Ihr Gefieder hat auf der Körperunterseite einen bräunlichen Anflug. Kopf und Hals und Flügel weisen an den Enden einzelner Federn blassgelbe Flecken auf. Die äußeren Steuerfedern haben eine breite gelbe Binde.
Rotschwanz-Rabenkakadus halten sich vor allem in Eukalyptuswäldern und entlang von Wasserläufern auf. In den nördlichen Regionen Australiens bilden sie Schwärme. Sie sind Samenfresser und nisten in Baumhöhlen.

## Name

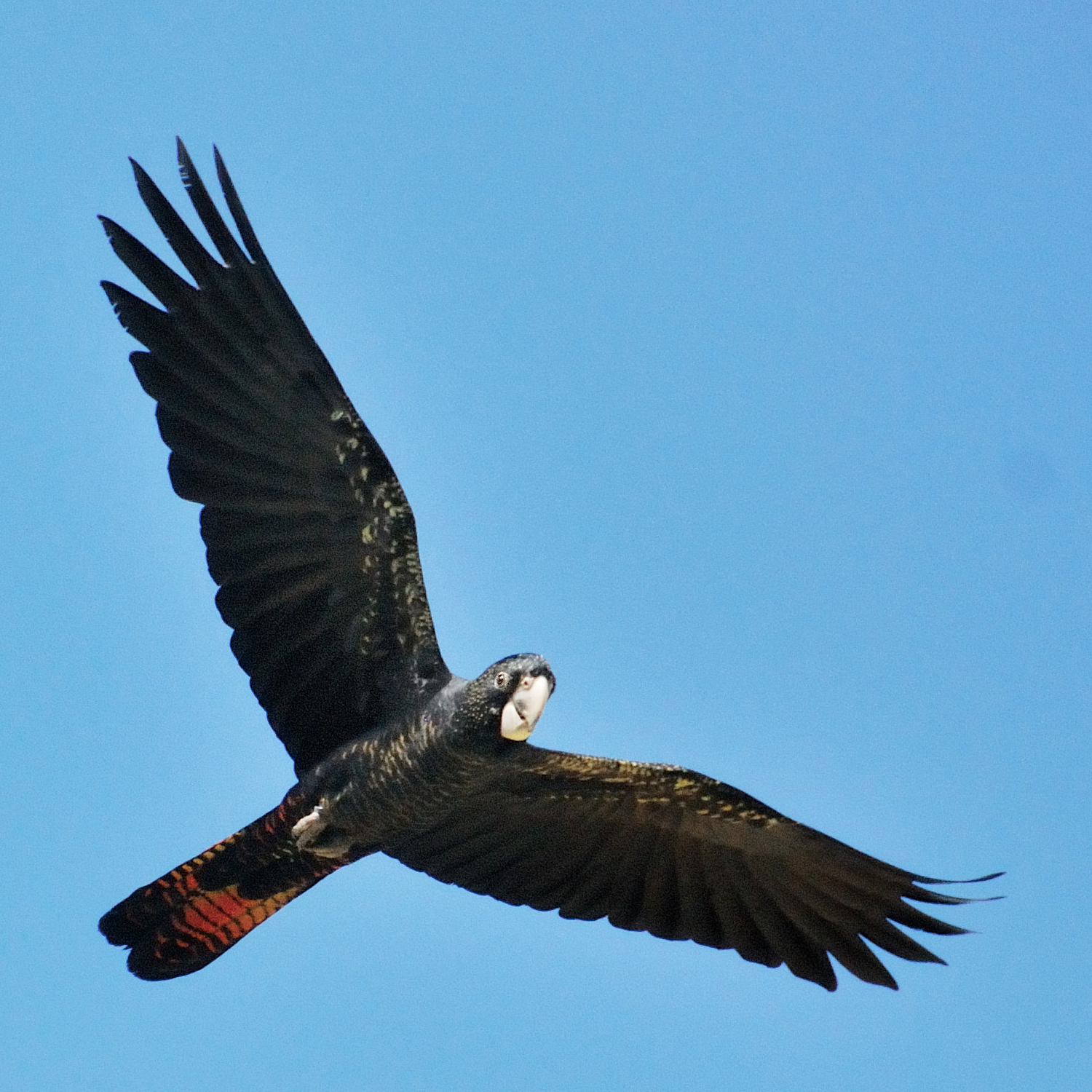
Rotschwanz-Rabenkakadu, fliegend

Ein Weibchen des Rotschwanz-Rabenkakadus wurde 1770 bereits von Sydney Parkinson gezeichnet, der für den britischen Botaniker Sir Joseph Banks arbeitete. Das Weibchen stammte vermutlich vom Endeavour River im Norden von Queensland. Eine wissenschaftliche Beschreibung erfolgte 1790 durch den Ornithologen John Latham als Psittacus banksii. Mit dem Artepitheton wollte John Latham den Sir Joseph Banks ehren.
Nahezu zeitgleich zu John Latham beschrieb der englische Naturwissenschaftler George Shaw anhand eines in der Region des heutigen Sydneys erlegten Exemplars einen Psittacus magnificus. Gregory Mathews schlug 1927 vor, für die Art die Bezeichnung Calyptorhynchus magnificus zu verwenden, da nach seiner Ansicht George Shaws Beschreibung die ältere war. Diesem Vorschlag wurde für mehrere Jahrzehnte gefolgt, obwohl es keineswegs sicher war, dass es sich bei dem von George Shaw beschriebenen Exemplar tatsächlich um einen Rotschwanz-Rabenkakadu und nicht um einen Braunkopf-Rabenkakadu handelte. 1994 akzeptierte die Internationale Kommission für Zoologische Nomenklatur einen Vorschlag, zukünftig die Art Calyptorhynchus banksii zu nennen.
Die Gattungsbezeichnung Calyptorhynchus leitet sich von dem altgriechischen ab. Calypto-/καλυπτο- steht für versteckt und rhynchus/ρυγχος für Schnabel. Der Name ist ein Hinweis auf eine Balzgeste des Männchens, bei dem die Haube und die Wangenfedern so weit nach vorne gespreizt werden, dass der Schnabel nicht mehr sichtbar ist. Die Gattungsbezeichnung wurde 1826 erstmals von Anselme Gaëtan Desmarest vorgeschlagen.

## Erscheinungsbild

### Erscheinungsbild adulter Vögel

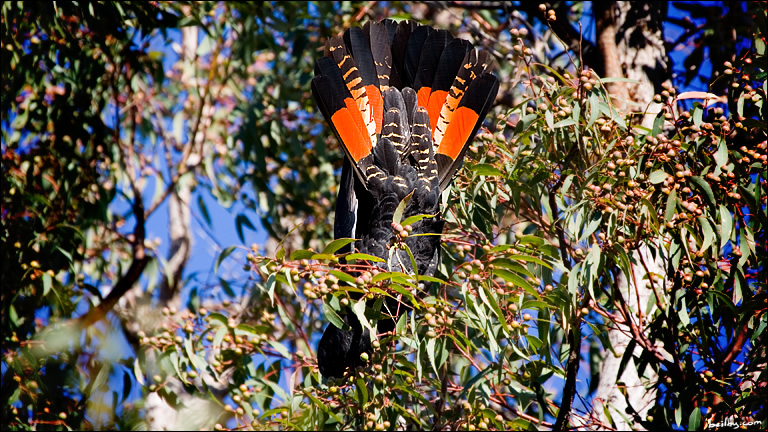
Junges Männchen. Die Schwanzfedern sind noch nicht vollständig umgefärbt. Darling Scarp, Roleystone, Western Australia

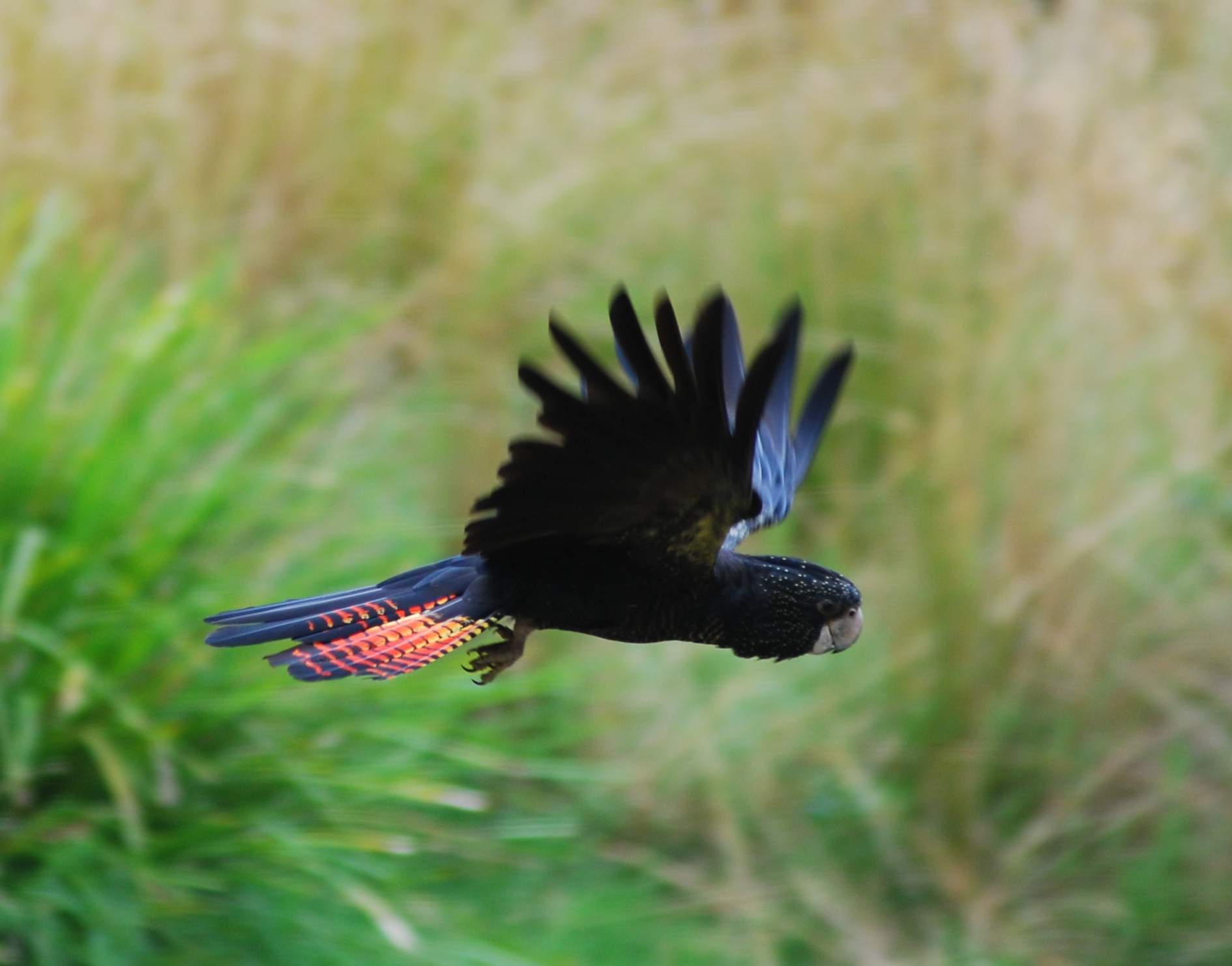
Fliegender Rotschwanz-Rabenkakadu, Healesville Sanctuary

Rotschwanz-Rabenkakadus erreichen ausgewachsen eine Körperlänge von 60 Zentimeter. Sie wiegen je nach Unterart 590 und 920 Gramm. Am leichtesten ist die Unterart Mathews-Rotschwanz-Rabenkakadu, bei denen die Weibchen zwischen 590 und 690 Gramm wiegen. Am schwersten werden die Männchen der Nominatform, die bis zu 920 Gramm erreichen.
Die Männchen sind überwiegend schwarz gefärbt. Ihre Stirn- und Scheitelfedern sind verlängert und bilden eine auffällige Haube. Die Steuerfedern weisen die für die Art charakteristische rote Querbänderung auf. Der Schnabel ist dunkelgrau. Die Iris ist dunkelbraun. Die Beine sind bräunlich grau.
Das Gefieder der Weibchen ist gleichfalls schwarz. Es ist allerdings auf der Körperunterseite bräunlich überhaucht. Wie die Männchen haben sie verlängerte Stirn- und Scheitelfedern. Die Weibchen weisen je nach Unterart eine unterschiedlich intensive Fleckung an Kopf, Hals und auf den Flügeln auf. Bei der Nominatform haben die äußeren Steuerfedern in der Mitte breite gelbe Binden. Auf der Innenseite der Fahne sind diese blassgelb und werden in der Mitte der Fahne zu einem intensiveren gelborange. Die Außenfahne der Federn haben eine orangegelbe Binde. Der Schnabel ist bei den Weibchen hornfarben.
Im Flug sind Rotschwanz-Rabenkakadus leicht von anderen Rabenkakadus zu unterscheiden, weil sie sich im ständigen Wechsel zur einen und dann zur anderen Körperseite neigen. Ihre Flügelschläge weisen eine deutliche Abschlagsbewegung auf, so dass sich ihre Flügel unter dem Rumpf beinahe berühren. Sie bevorzugen große Flughöhen und gleiten von oben in die Bäume herab, auf denen sie sich niederlassen wollen.

### Erscheinungsbild der Jungvögel
Junge Rotschwanz-Rabenkakadus gleichen bis zur Geschlechtsreife den Weibchen. Sie sind auf der Körperunterseite allerdings etwas heller als die Weibchen. Der Wechsel in das Federkleid ausgewachsener und geschlechtsreifer Rotschwanz-Rabenkakadus verläuft bei den Männchen über vier Jahre. Während sie sich im ersten Lebensjahr kaum von Weibchen unterscheiden, zeigen sie nach der Jahresmauser des zweiten Jahres eine verringerte Anzahl gelber Flecken am Kopf und auf den Flügeldecken. Die Bänderung auf dem Brustgefieder nimmt ab. Die Querbänder auf den Steuerfedern werden breiter und haben einen höheren Rotanteil. Der Schnabel wird dunkler. Im dritten Lebensjahr weisen junge Männchen nur noch wenige gelbe Flecken im Gefieder auf. Die schmalen schwarzen Querstreifen im roten Band der Steuerfedern sind zu einem großen Teil verschwunden. Im vierten Lebensjahr weisen die jungen Männchen ein glänzend schwarzes Körpergefieder auf und haben ein einheitlich rotes Band auf den Steuerfedern. Der Schnabel hat dann eine grauschwarze Farbe angenommen.

## Lautäußerungen
Der Rotschwanz-Rabenkakadu hat nur ein kleines Rufrepertoire. Während des Fluges ruft er ein metallisch rollendes krur-rr oder kree, das weithin zu hören ist. Der Alarmruf ist ein scharfes gellendes krur-rak, das sich deutlich von dem eng verwandten Braunkopf-Rabenkakadu unterscheidet. Balzende Männchen lassen ein rhythmisches kred-kred-kred-kred hören.
Bettelnde Jungvögel quieken, lassen aber keine Laute hören, wenn sie gefüttert werden.

## Verbreitung und Bestand

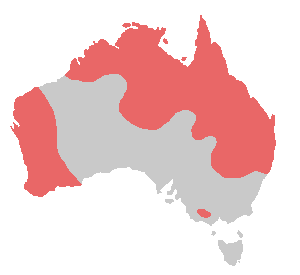
Verbreitungskarte des Rotschwanz-Rabenkakadus

Der Rotschwanz-Rabenkakadu kommt vor allem im Norden und Nordosten Australiens vor. In diesen tropischen und subtropischen Zonen ist diese Art stellenweise so häufig, dass sie als landwirtschaftlicher Schädling gilt. Im Landesinneren und in den südlichen Regionen Australiens ist diese Kakaduart nur mit isolierten Populationen vertreten. In Westaustralien haben vor allem verwilderte Hauskatzen die Populationen erheblich reduziert.
Der Gesamtbestand an Rotschwanz-Rabenkakadus gilt als nicht gefährdet. Insgesamt geht man von mehr als 100.000 Individuen aus. Die Größe des Verbreitungsgebietes hat sich jedoch verringert und der Bestand an Südlichen Rotschwanz-Rabenkakadu wird auf nur noch 1.000 Individuen geschätzt.
Im Norden von New South Wales und im südöstlichen Queensland kommt die Nominatform nicht mehr vor. Die Unterart Südlicher Rotschwanz-Rabenkakadu ist in ihrem Verbreitungsgebiet stark von den drei Baumarten Eucalyptus baxteri, Eucalyptus camaldulensis und Allocasuarina luehmannii abhängig. Diese Bäume sind durch Urbarmachungen stark bedroht und finden sich heute überwiegend auf Flächen, die in Privatbesitz sind. Möglicherweise gibt es nur noch 500 bis 1.000 Bäume, die für diese Unterart als Nistbaum in Frage kommen. Für die Unterart und ihren Lebensraum gibt es jedoch ein Schutzprogramm, das 2007 Landbesitzer entschädigt, wenn sie helfen, geeignete Lebensräume für diese Unterart zu erhalten.

## Lebensraum

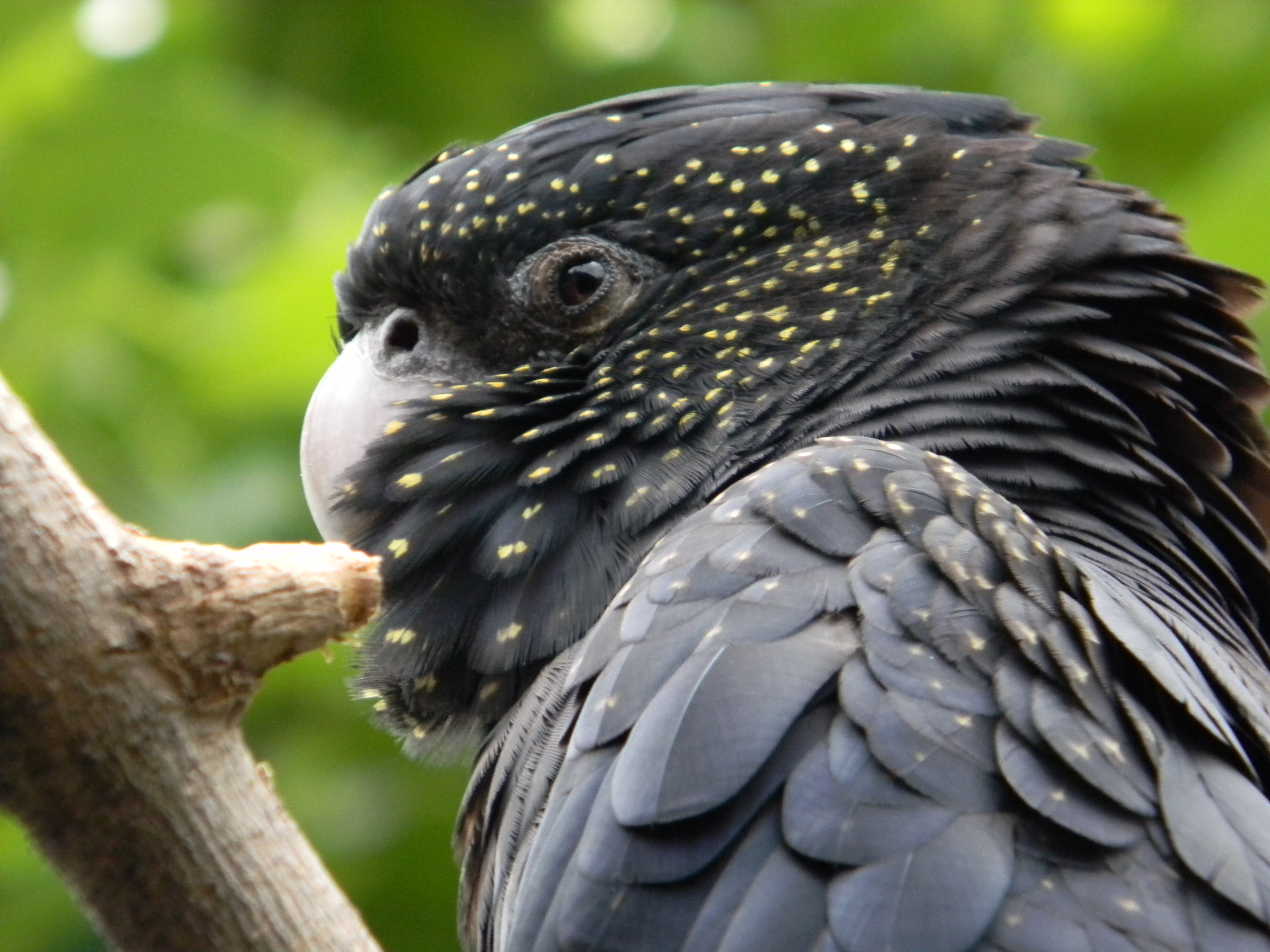
Westaustralischer Rotschwanz-Rabenkakadu

Der bevorzugte Lebensraum dieser Kakaduart sind mit Eukalyptusbäumen bestandene Savannen und Galeriewälder, die sich an den Flussläufen entlangziehen. Sie sind jedoch anpassungsfähig und nutzen ein breites Spektrum unterschiedlicher Habitate. Dazu zählen neben dichten Eukalyptuswälder, mit Akazien- und Allocasuarina-Savannen auch Monsunregenwälder und subtropischer Regenwald, mit Silberbaumgewächsen bestandenes Strauchland, Grassavannen sowie landwirtschaftlich genutzte Flächen, die noch einen gewissen Bestand an älteren Bäumen aufweisen.
Bank-Rabenkakadus sind grundsätzlich Teilzieher, die in verschiedenen Regionen Australiens eine regelmäßige Wanderbewegung zeigen. Im Norden des Northern Territorys ziehen sie weg, wenn während des Sommers die Luftfeuchtigkeit stark ansteigt. In anderen Regionen ist das jahreszeitlich schwankende Nahrungsangebot der Grund, warum Rotschwanz-Rabenkakadus in andere Regionen ziehen. Solches Verhalten lässt sich beispielsweise im Norden von Queensland und in New South Wales beobachten. Im Südwesten von Western Australia zeigen die beiden dort vorkommenden Unterarten eine Nord-Süd gerichtete Wanderbewegung. Der Westaustralische Rabenkakadu zieht nach der Fortpflanzungszeit nach Norden, während beim Mathews-Rotschwanz-Rabenkakadu die Zugbewegungen etwas erratischer sind und keine Korrelation mit der Jahreszeit aufweist.

## Verhalten
Rotschwanz-Rabenkakadus sind tagaktive und laute Kakadus. Sie sind jedoch auch in mondhellen Nächten aktiv. Vor allem im Norden Australiens können sie in Schwärmen beobachtet werden, die aus bis zu 500 Individuen bestehen. Im Süden Australiens kommen bei entsprechendem Nahrungsangebot solche großen Schwärme zwar auch vor. Hier leben sie jedoch typischerweise paarweise oder bilden einen kleinen Familienverband, der aus den Elternvögeln sowie einem Jungvogel besteht. Im Norden und Nordosten Australiens suchen Rotschwanz-Rabenkakadus häufig auf dem Boden nach Nahrung und sind besonders auf Flächen zu beobachten, die von Buschfeuern herunter gebrannt wurden. Sie suchen hier vor allem nach den Samen von Hakeas und Banksien, deren hartschalige Früchte sich durch die Hitzeeinwirkung geöffnet haben. Die beiden im Süden Australiens vorkommenden Unterarten, Südlicher und Westlicher Rotschwanz-Rabenkakadu, dagegen meiden ein Aufenthalt auf dem Boden, wenn sie auch an Viehtränken bei der Wasseraufnahme zu beobachten sind.

### Nahrung

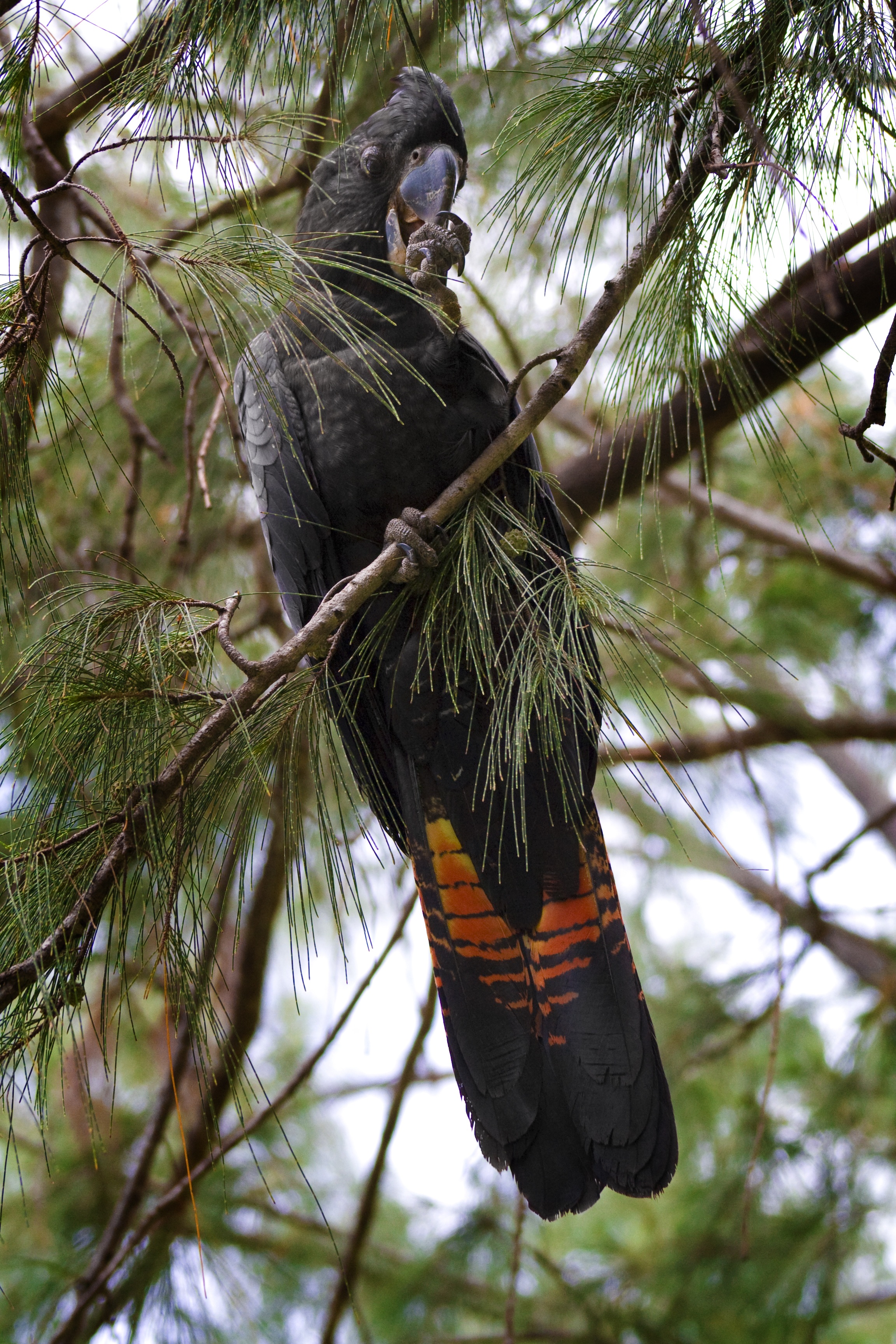
Rotschwanz-Rabenkakadu beim Fressen

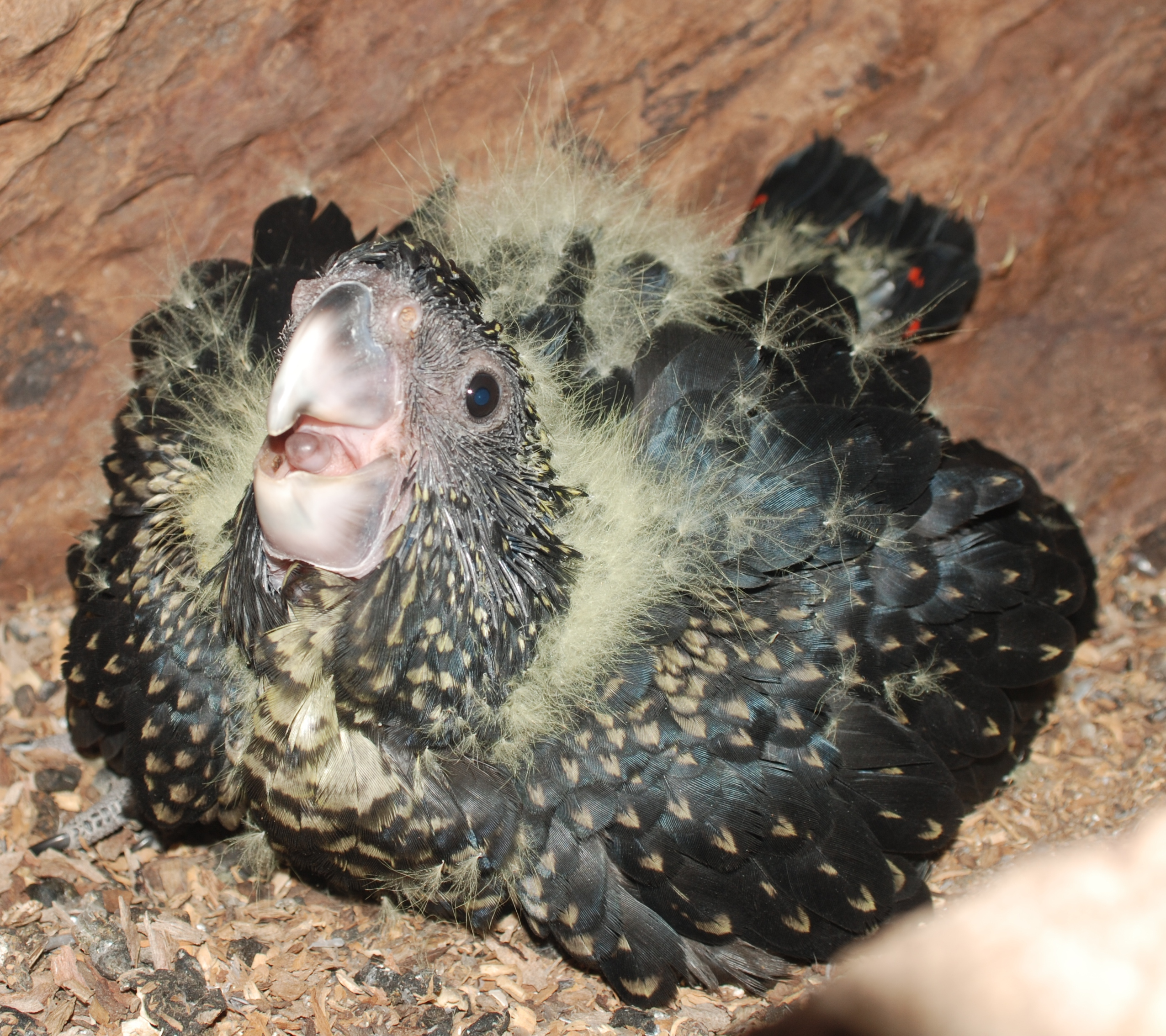
6 Wochen alter Rotschwanz-Rabenkakadu

Rotschwanz-Rabenkakadus fressen bevorzugt die Samen von Eukalyptusbäumen. Sie bevorzugen dabei die Arten, die mittelgroße bis große Samen tragen. Meist beißen die Rotschwanz-Rabenkakadus den ganzen Fruchtstand ab, halten ihn mit einem Fuß fest und beißen dann die Basis einer Samenkapsel mit dem Schnabel ab. Sie suchen gelegentlich auch den Boden auf, um dort heruntergefallene Futterstücke aufzunehmen. Zu ihrem Nahrungsspektrum zählen auch die Samen von Akazien, Allocasuarina, Hakea und Banksien. Sie fressen außerdem Nüsse, Früchte, Beeren, Nektar, Blüten sowie Insekten und deren Larven. Auch die Früchte von Feigen und Schraubenbäumen zählen zu ihrer Nahrung. Zusätzlich fressen sie einige der in Australien eingeführten Pflanzenarten. Dazu zählen Ackerrettich, Melonen und Gurken.

### Fortpflanzung
Die Fortpflanzungszeit des Rotschwanz-Rabenkakadu fällt überwiegend in die Monate Mai bis September. Lediglich die im Südosten vorkommenden Unterarten nisten während der australischen Sommermonate Dezember bis Februar. Bei der Unterart Mathews-Rotschwanz-Rabenkakadu kommt es gelegentlich zu zwei Bruten im Jahr.
Zum Balzrepertoire des männlichen Rotschwanz-Rabenkakadus zählt ein Aufstellen der Haube. Diese neigt sich dann bis zum Oberschnabel nach vorn. Die Federn der Wangenregion werden weit nach vorne gespreizt, so dass sie den Schnabel verdecken. Die Steuerfedern werden weit aufgefächert, so dass die rote Querbänderung gut sichtbar ist. In steifer Körperhaltung läuft er so die Äste entlang und verbeugt sich dann vor dem Weibchen. Dieses reagiert auf die Annäherungsversuche des Männchens häufig aggressiv und beißt zunächst nach dem balzenden Männchen.
Als Nisthöhlen nutzen Rotschwanz-Rabenkakadus Asthöhlen oder hohle Stämme lebender und abgestorbener Bäume. Meist befinden sich die Nisthöhlen in etwas isoliert stehenden Bäumen, so dass die Elternvögel die Nisthöhle verhältnismäßig ungehindert erreichen kann. Einzelne Nisthöhlen werden häufig über viele Jahre genutzt. Die Höhlen haben eine Tiefe von ein bis zwei Metern und einen Durchmesser von bis zu einem halben Meter. Meist wird lediglich ein Ei auf den Boden der Höhle gelegt. Gelege mit zwei Eiern kommen vor, aber in der Regel wird eines der Jungen vernachlässigt und stirbt, bevor es flügge wird. Die Eier sind elliptisch bis elliptisch-eiförmig und haben eine glanzlose weiße Oberfläche. Die Nestgrundlage ist das verrottende Holz am Boden der Höhle. Es brütet allein das Weibchen. Die Brutzeit beträgt 30 Tage. Der frisch geschlüpfte Nestling ist mit langen gelben Dunen bedeckt. Die Augen öffnen sich erstmals in einem Alter von zwei bis drei Wochen. Die ersten drei Wochen wird der Nestling vom Weibchen gehudert. Das Männchen versorgt in dieser Zeit Weibchen und Nestling mit Nahrung. Nach den ersten drei Wochen wird der Nestling vom Weibchen nur in der Nacht gehudert. Mit etwa drei Monaten verlässt der Jungvogel das Nest. Während der nächsten vier Monate wird er von den Elternvögel versorgt.
Wie viele andere Kakadu-Arten ist auch der Rotschwanz-Rabenkakadu sehr langlebig. 1938 berichtete der Ornithologe Neville Cayley von einem über fünfzig Jahre alten Rotschwanz-Rabenkakadu, der im Taronga Zoo in Sydney lebte.

## Systematik

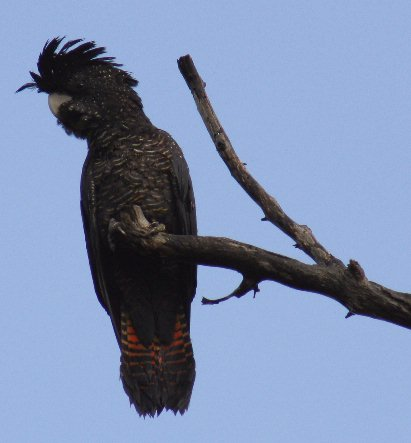
Weibchen der Unterart Mathews-Rotschwanz-Rabenkakadu, Whicher Range National Park, Western Australia

Die Gattung Calyptorhynchus ist eine Gruppe von Rabenkakadus mit großem und kräftigen Schnäbeln. Die Gattung wird anhand der verschiedenen Schnabelformen und der deutlichen Unterschiede hinsichtlich des Geschlechtsdimorphismus in zwei Untergattungen aufgeteilt. Die meisten Arten werden der Untergattung Zanda zugerechnet. Der Rotschwanz-Rabenkakadu gehört gemeinsam mit dem Braunkopf-Rabenkakadu der Untergattung Calyptorhynchus an. Beide Arten weisen einen sehr ausgeprägten Geschlechtsdimorphismus auf. Adulte Männchen sind rein schwarz mit roter Schwanzbinde. Die Weibchen sowie die noch nicht geschlechtsreifen Jungvögel haben gelbe bis orangerotfarbene Schwanzbinden. Beide Arten zeichnen sich durch einen sehr breiten und Schnabel auf. Weitere charakteristische Merkmale dieser Untergattung sind die quiekenden Futterbettellaute der Jungen sowie fehlende Lautäußerungen beim Schlucken der Nahrung. Es werden fünf Unterarten unterschieden, von denen zwei als gefährdet eingestuft werden. Die einzelnen Unterarten unterscheiden sich überwiegend durch die Körpergröße, die Größe und Form des Schnabels sowie die Färbung des Weibchens.
| Unterart                                                                                    | Verbreitungsgebiet | Unterscheidungsmerkmale der einzelnen Unterarten |
| ------------------------------------------------------------------------------------------- | --- | --- |
| C. b. banksii (Latham, 1790), Nominatform                                                   | Queensland, seltener im äußersten Norden von New South Wales | Die Nominatform ist die größte Unterart und hat einen mittelgroßen Schnabel |
| Südlicher Rotschwanz-Rabenkakadu (S. b. graptogyne Schodde, Saunders, DA & Homberger, 1989) | Südwestliches Victoria und südöstliches South Australia | Kleinste Unterart mit einer auffälligeren Zeichnung als der ansonsten ähnliche Mathews-Rotschwanz-Rabenkakadu. Erst seit den 1980er Jahren ist S. b. graptogyne als eigenständige Unterart anerkannt. Die Unterart gilt als stark bestandsbedroht.                        |
| Gould-Rotschwanz-Rabenkakadu (C. b. macrorhynchus Gould, 1843)                              | Der Nordwesten Australiens vom Dampierland im Nordwesten Westaustraliens bis zum Golf von Carpentaria im Nordosten des Northern Territory. | Der Nominatform sehr ähnlich, jedoch mit breiterem und wuchtigerem Schnabel. Die Flecken des Körpergefieders sowie die Querstreifen der äußeren Steuerfedern sind beim Weibchen blassgelb.                                                                                |
| Westaustralischer Rotschwanz-Rabenkakadu (C. b. naso Gould, 1837)                           | Im äußersten Südwesten von Westaustralien zwischen Perth und Albany | Stark bedrohte kleine Unterart mit spitz zulaufenden Flügeln und einer eher abgerundeten Haube. Beim Weibchen ist die Schwanzbinde auffallend orangefarben. Verglichen zum Mathews-Rotschwanz-Rabenkakadu weist diese Unterart einen längeren und breiteren Schnabel auf. |
| Mathews-Rotschwanz-Rabenkakadu (C. b. samueli Mathews, 1917)                                | Vier isolierte Populationen in der Küstenregion des mittleren Western Australia, entlang des Flusssystems der zentralaustralischen Bergketten, entlang der Haupt- und Nebenzuflüsse des Lake Eyre und im Einzugsgebiet des Bulloo Rivers sowie entlang der Ober- und Mittelläufe des Darling-River-Flusssystems im Westen von New South Wales. | Die Unterart ist wie die Nominatform gefärbt, aber deutlich kleiner und der Schnabel ist weniger wuchtig. |

## Rotschwanz-Rabenkakadu und Mensch

### Schutzmaßnahmen
Der Rotschwanz-Rabenkakadu gehört gemäß dem australischen Environment Protection and Biodiversity Conservation Amendment (Wildlife Protection) Act 2001 zu den geschützten Arten. Er ist außerdem im Anhang II der CITES-Vereinbarung aufgeführt. Dies erlaubt einen grenzüberschreitenden Handel mit Wildfängen und in Gefangenschaft nachgezogenen Arten, wenn sich der Export nicht negativ auf den freilebenden Bestand auswirkt. Allerdings greifen die strengeren australischen Bestimmungen, so dass ein Export im Moment nicht stattfindet.
Der Bestand an Rotschwanz-Rabenkakadus wird je nach australischen Bundesstaat unterschiedlich gewertet:
- Der Südliche Rotschwanz-Rabenkakadu gilt nach den Vorgaben des „National Parks and Wildlife Act (1972)“ als bedrohte Unterart.[44]
- Dieselbe Unterart wird gemäß der Flora and Fauna Guarantee Act (1988) des australischen Bundesstaates Victoria als stark gefährdet eingestuft.[45] Entsprechend den Bestimmungen werden Maßnahmen für den Erhalt der Unterart entwickelt.[46][47]
- Unabhängig von der Unterart gilt der Rotschwanz-Rabenkakadu in New South Wales als bedrohte Art

### Haltung in menschlicher Obhut
Rotschwanz-Rabenkakadus werden nur sehr selten in Volieren gepflegt. Sie wurden zwar zum Ende des 19. und zu Beginn des 20. Jahrhunderts öfters nach Europa importiert. Seit die australische Regierung für alle Arten der australischen Fauna ein Ausfuhrverbot erließ, sind die Volierenbestände in Europa und Nordamerika sehr rückläufig.

## Belege